# Jesús Manuel Corona
Jesús Manuel Corona Ruíz  (Hermosillo, Sonora, 6 de enero de 1993), también conocido como Tecatito Corona o simplemente Tecatito, es un futbolista mexicano naturalizado portugués. Juega como extremo derecho y su equipo es el Club de Futbol Monterrey  de la Liga BBVA MX.

## Trayectoria

### C. F. Monterrey

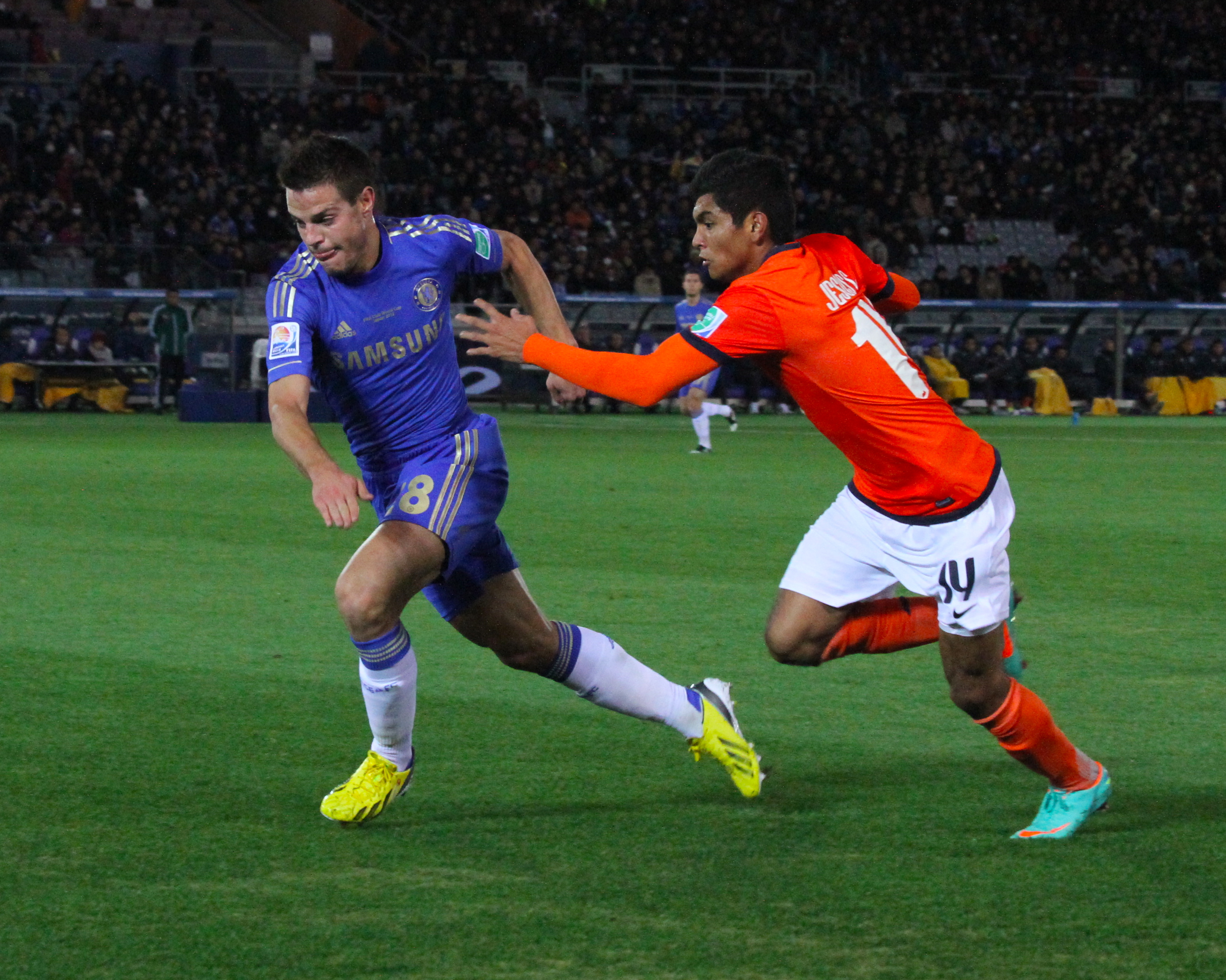
Corona jugando con el Monterrey en 2012.

Debutó con el primer equipo de C. F. Monterrey el 7 de agosto de 2010 entrando en el minuto 60 ante el Atlante correspondiente a la fecha 3 del Apertura 2010 que terminaría en derrota por 2-1 del C. F. Monterrey. Rápidamente destacó por su creatividad, velocidad y capacidad técnica.
Anotó su primer gol el 7 de octubre de 2011 en partido correspondiente a la fecha 12 del Apertura 2011 ante los Estudiantes Tecos.
Es incluido en la plantilla del Monterrey para disputar la Copa Mundial de Clubes de la FIFA 2012, anotaría su primer gol en la justa mundialista ante el Ulsan Hyundai de Corea, en partido válido por los cuartos de final.
En semifinales ante el Chelsea F. C. inglés, mostró su calidad a pesar de la derrota, hilvanando jugadas de gran manufactura y desbordando con velocidad a los defensas rivales. Posteriormente contra el Al-Ahly Sporting Club anotaría el primer gol del equipo regiomontano en un partido que terminó 2-0 a favor del CF Monterrey, otorgándoles así el tercer lugar de la competición.

### F. C. Twente
El 22 de agosto de 2013 es fichado por el F. C. Twente de Países Bajos por una cantidad de 5 millones de dólares, con un contrato por cuatro años.
Hace su debut en la KNVB Beker entrando de cambio al minuto 69 ante el S. C. Heerenveen, su equipo terminaría cayendo 0-3 ante la escuadra visitante. El 29 de septiembre de 2013 hace su debut en liga en el estadio De Grolsch Veste ante el F. C. Groningen entrando de cambio cuando restaban 20 minutos para el final del partido, anotaría su primer gol con los Tukkers al minuto 85 en compromiso que terminarían ganando por 5-0.
Vuelve a marcar esta vez en el triunfo de 5-2 sobre el NEC, al marcar el cuarto de la goleada de los suyos, misma que les garantiza un lugar en la ronda de grupos de la Europa League de la próxima campaña.

### F. C. Oporto
El 31 de agosto de 2015 se hizo oficial el traspaso del Tecatito por el F. C. Oporto en un contrato por 5 años. El 12 de septiembre de 2015 debuta con un doblete al minuto 15 y al 60 con el F. C. Oporto en la victoria 3-1 ante el Arouca y saliendo de cambio al minuto 87' por Alberto Bueno.
El 16 de septiembre de 2015 debutó en la UEFA Champions League entrando en el minuto 76 por Yacine Brahimi en el empate 2-2 ante el Dinamo de Kiev. El 25 de septiembre de 2015 Jesús Corona marcó su tercer gol con el F. C. Oporto en el empate 2-2 ante el Moreirense. El 4 de octubre de 2015 Corona anota su cuarto gol con el F. C. Oporto jugando 77 minutos y anotando al minuto 54 en la victoria 4-0 ante el Belenenses.
El 24 de octubre de 2018 Tecatito marcó un gol y asistió en una ocasión en la victoria por 3-1 del Oporto sobre el Lokomotiv de Moscú, partido correspondiente a la fase de grupos de la Liga de Campeones de la UEFA. En marzo de 2019, Corona firmó una extensión de contrato con el Oporto, manteniéndolo en el club hasta 2022. El 10 de enero de 2020, en un partido de liga contra el Moreirense, anotaría el gol final del Oporto como una volea bien colocada en una victoria por 4-2, que fue nombrada «el Gol del mes de enero».
Fue nombrado mejor jugador de la temporada 2019-2020 de la Liga NOS, galardón otorgado tras la votación de los entrenadores y de los capitanes de todos los equipos de la primera división lusa.

### Sevilla F. C.
El 14 de enero de 2022, durante el mercado invernal, ficha por el equipo hispalense por tres temporadas y media. En su presentación, le designaron el dorsal número 9. Se estrenó como goleador marcando dos goles al Levante en la victoria hispalense por 2 a 3.
En un entrenamiento con su equipo a principios de la temporada 2022-23, se fracturó el peroné y ligamento del tobillo izquierdo. En su vuelta a los terrenos de juego, en mayo, marcó el tercer gol en la victoria contra el Valladolid por 3 a 0.

### C. F. Monterrey
El 1 de septiembre de 2023, regresa al Club de Futbol Monterrey de la Liga BBVA MX, a cambio de 3,5 millones de euros.

## Selección nacional

### Categorías inferiores
Fue convocado por el entrenador Sergio Almaguer para participar en el Campeonato Sub-20 de la Concacaf de 2013 organizado en México. Jesús jugó cuatro de cinco partidos y marcó tres goles. En la final contra el equipo Sub-20 de Estados Unidos, Corona anotó en el cuarto minuto del partido, y ayudó a México a ganar el campeonato. Fue seleccionado nuevamente por Almaguer a participar en el Torneo de Toulon 2013, con la Corona de jugar en cada partido. México se coloca sexto en el torneo. Era un miembro del equipo en la Copa del Mundo 2013 de la FIFA organizada en Turquía.
Disputó el Torneo Esperanzas de Toulon de 2013 con la selección mexicana, siendo titular en todos los encuentros. Durante este certamen sus actuaciones le valieron el premio a Mejor Jugador del Torneo. Formó parte de la lista definitiva del equipo de participó en la Copa Mundial Sub-20 2013 que se jugó en Turquía. Durante este certamen se hizo presente con un gol en el partido frente a la selección de Mali. El equipo mexicano sería posteriormente eliminado por España en cuartos de final.

### Selección absoluta
Hizo su debut oficial con la selección nacional el miércoles 12 de noviembre de 2014 entrando en el minuto 61 por Miguel Herrera Equihua en un partido enfrentando a Países Bajos en el cual, marca una asistencia en el primer balón que toca para el gol de Carlos Vela para hacer el 2-1. El partido posteriormente finaliza 3-2. El 9 de marzo de 2015, Tecatito fue convocado por el técnico de la selección mexicana Miguel Herrera para los amistosos ante Ecuador y Paraguay.
El 11 de mayo de 2015 fue incluido en la lista preliminar de los 23 futbolistas que irán a disputar la Copa América 2015 realizada en Chile. El 12 de junio de 2015 debuta con la selección mayor en la Copa América 2015 donde fue elegido jugador del partido, ya qué fue destacado por sus habílidades, ante Bolivia, el partido terminó en un empate a 0-0.
El 12 de junio de 2015, fue incluido en la lista preliminar de los 23 futbolistas que irían a disputar la Copa Oro 2015 realizada en los Estados Unidos. El 9 de julio del 2015 debuta con México ante Cuba, en la Copa Oro 2015, entrando por Carlos Vela en el minuto 72 del segundo tiempo. El 27 de julio de 2015 inicia su primer partido oficial como titular jugando los 90 minutos, además de marcar su primero gol oficial con México en la victoria de 3-1 ante Jamaica y así consolidarse campeón de la Copa Oro 2015.
El 4 de junio de 2018, fue incluido en la lista final de los 23 futbolistas que irían a disputar la Copa Mundial 2018 realizada en Rusia. Ingresó en dos de los tres partidos que jugó México en la primera fase, y fue suplente cuando México fue eliminado por Brasil en los octavos de final.
En octubre de 2022, fue incluido en la prelista de convocados para Catar 2022, sin embargo, una fractura del peroné y rotura de los ligamentos del tobillo mantienen en suspenso su participación mundialista.
El 8 de noviembre de 2022, la Dirección de Selecciones Nacionales informó que el Tecatito no se recuperó de la fractura por lo que no participó en el Mundial de Catar 2022.

### Participaciones en fases clasificatorias
| Torneo                        | Categoría | Sede     | Resultado     | Partidos | Goles |
| ----------------------------- | --------- | -------- | ------------- | -------- | ----- |
| Clasificación Mundial de 2018 | Absoluta  | Concacaf | Primer puesto | 9        | 3     |

### Participaciones en fases finales
| Torneo                            | Categoría | Sede           | Resultado        | Partidos | Goles |
| --------------------------------- | --------- | -------------- | ---------------- | -------- | ----- |
| Campeonato de la Concacaf de 2013 | Sub-20    | México         | Campeón          | 4        | 3     |
| Copa Mundial de 2013              | Sub-20    | Turquía        | Octavos de final | 4        | 1     |
| Copa América de 2015              | Absoluta  | Chile          | Primera fase     | 3        | 0     |
| Copa Oro de 2015                  | Absoluta  | Estados Unidos | Campeón          | 5        | 1     |
| Copa América de 2016              | Absoluta  | Estados Unidos | Cuartos de final | 4        | 1     |
| Copa Mundial de 2018              | Absoluta  | Rusia          | Octavos de final | 2        | 0     |
| Liga de Naciones de 2019-20       | Absoluta  | Concacaf       | Subcampeón       | 1        | 1     |
| Copa Oro de 2021                  | Absoluta  | Estados Unidos | Subcampeón       | 6        | 0     |

## Estadísticas

### Clubes
Actualizado al último partido disputado el 26 de agosto de 2023.
| Club                        | Div.          | Temporada     | Liga  | Liga  | Liga   | Copas nacionales | Copas nacionales | Copas nacionales | Copas internacionales | Copas internacionales | Copas internacionales | Total | Total | Total  | Media goleadora |
| Club                        | Div.          | Temporada     | Part. | Goles | Asist. | Part.            | Goles            | Asist.           | Part.                 | Goles                 | Asist.                | Part. | Goles | Asist. | Media goleadora |
| --------------------------- | ------------- | ------------- | ----- | ----- | ------ | ---------------- | ---------------- | ---------------- | --------------------- | --------------------- | --------------------- | ----- | ----- | ------ | --------------- |
| C. F. Monterrey · México    |               |               |       |       |        |                  |                  |                  |                       |                       |                       |       |       |        |                 |
| 1.ª                         | 2010-11       | 1             | 0     | 0     | —      | —                | —                | 2                | 0                     | 0                     | 3                     | 0     | 0     | 0      |                 |
| 1.ª                         | 2011-12       | 10            | 1     | 0     | —      | —                | —                | 3                | 1                     | 2                     | 13                    | 2     | 2     | 0.15   |                 |
| 1.ª                         | 2012-13       | 26            | 1     | 2     | —      | —                | —                | 12               | 4                     | 2                     | 38                    | 5     | 4     | 0.13   |                 |
| Total club                  | Total club    | 37            | 2     | 2     | 0      | 0                | 0                | 17               | 5                     | 4                     | 54                    | 7     | 6     | 0.13   |                 |
| F. C. Twente · Países Bajos |               |               |       |       |        |                  |                  |                  |                       |                       |                       |       |       |        |                 |
| 1.ª                         | 2013-14       | 15            | 2     | 0     | 1      | 0                | 0                | —                | —                     | —                     | 16                    | 2     | 0     | 0.13   |                 |
| 1.ª                         | 2014-15       | 27            | 9     | 4     | 4      | 2                | 1                | —                | —                     | —                     | 31                    | 11    | 5     | 0.35   |                 |
| 1.ª                         | 2015-16       | 4             | 0     | 0     | —      | —                | —                | —                | —                     | —                     | 4                     | 0     | 0     | 0      |                 |
| Total club                  | Total club    | 46            | 11    | 4     | 5      | 2                | 1                | 0                | 0                     | 0                     | 51                    | 13    | 5     | 0.25   |                 |
| F. C. Porto Portugal        |               |               |       |       |        |                  |                  |                  |                       |                       |                       |       |       |        |                 |
| 1.ª                         | 2015-16       | 28            | 8     | 5     | 3      | 0                | 0                | 4                | 0                     | 0                     | 35                    | 8     | 5     | 0.23   |                 |
| 1.ª                         | 2016-17       | 29            | 3     | 6     | 3      | 1                | 1                | 9                | 2                     | 2                     | 41                    | 6     | 9     | 0.15   |                 |
| 1.ª                         | 2017-18       | 27            | 3     | 4     | 6      | 0                | 1                | 8                | 0                     | 0                     | 41                    | 3     | 5     | 0.07   |                 |
| 1.ª                         | 2018-19       | 34            | 3     | 9     | 11     | 1                | 4                | 8                | 3                     | 2                     | 53                    | 7     | 15    | 0.13   |                 |
| 1.ª                         | 2019-20       | 33            | 4     | 14    | 9      | 0                | 5                | 9                | 0                     | 2                     | 51                    | 4     | 21    | 0.08   |                 |
| 1.ª                         | 2020-21       | 30            | 2     | 8     | 8      | 1                | 2                | 10               | 0                     | 3                     | 48                    | 3     | 13    | 0.06   |                 |
| 1.ª                         | 2021-22       | 10            | 0     | 1     | 3      | 0                | 0                | 4                | 0                     | 0                     | 17                    | 0     | 1     | 0      |                 |
| Total club                  | Total club    | 191           | 23    | 47    | 43     | 3                | 13               | 52               | 5                     | 9                     | 286                   | 31    | 69    | 0.11   |                 |
| Sevilla F. C. · España      | 1.ª           | 2021-22       | 18    | 2     | 4      | 1                | 0                | 0                | 3                     | 0                     | 0                     | 22    | 2     | 4      | 0.09            |
| Sevilla F. C. · España      | 1.ª           | 2022-23       | 4     | 1     | 0      | 0                | 0                | 0                | 0                     | 0                     | 0                     | 4     | 1     | 0      | 0.25            |
| Sevilla F. C. · España      | 1.ª           | 2023-24       | 2     | 0     | 0      | 0                | 0                | 0                | 0                     | 0                     | 0                     | 2     | 0     | 0      | 0               |
| Sevilla F. C. · España      | Total club    | Total club    | 24    | 3     | 4      | 1                | 0                | 0                | 3                     | 0                     | 0                     | 28    | 3     | 4      | 0.11            |
| Total carrera               | Total carrera | Total carrera | 298   | 39    | 58     | 49               | 5                | 14               | 72                    | 10                    | 13                    | 419   | 54    | 84     | 0.13            |
| 1. 2. 3.                    |               |               |       |       |        |                  |                  |                  |                       |                       |                       |       |       |        |                 |

### Selección de México
Actualizado al último partido jugado el 1 de agosto de 2021.
| Selección         | Año | Eliminatorias | Eliminatorias | Eliminatorias | Continental | Continental | Continental | Mundial | Mundial | Mundial | Amistosos | Amistosos | Amistosos | Total | Total | Total  | Media goleadora |
| Selección         | Año | Part.         | Goles         | Asist.        | Part.       | Goles       | Asist.      | Part.   | Goles   | Asist.  | Part.     | Goles     | Asist.    | Part. | Goles | Asist. | Media goleadora |
| ----------------- | --- | ------------- | ------------- | ------------- | ----------- | ----------- | ----------- | ------- | ------- | ------- | --------- | --------- | --------- | ----- | ----- | ------ | --------------- |
| Absoluta · México |     |               |               |               |             |             |             |         |         |         |           |           |           |       |       |        |                 |
| 2014              | —   | —             | —             | —             | —           | —           | —           | —       | —       | 2       | 0         | 1         | 2         | 0     | 1     | 0      |                 |
| 2015              | 2   | 1             | 2             | 9             | 1           | 0           | —           | —       | —       | 5       | 1         | 0         | 16        | 3     | 2     | 0.19   |                 |
| 2016              | 3   | 2             | 0             | 4             | 1           | 1           | —           | —       | —       | 1       | 0         | 0         | 8         | 3     | 1     | 0.38   |                 |
| 2017              | 5   | 0             | 1             | —             | —           | —           | —           | —       | —       | 1       | 1         | 0         | 6         | 1     | 1     | 0.17   |                 |
| 2018              | —   | —             | —             | —             | —           | —           | 2           | 0       | 0       | 6       | 0         | 0         | 8         | 0     | 0     | 0      |                 |
| 2019              | —   | —             | —             | —             | —           | —           | —           | —       | —       | 2       | 0         | 1         | 2         | 0     | 1     | 0      |                 |
| 2020              | —   | —             | —             | —             | —           | —           | —           | —       | —       | 3       | 1         | 0         | 3         | 1     | 0     | 0.33   |                 |
| 2021              | —   | —             | —             | 7             | 1           | 0           | —           | —       | —       | 4       | 0         | 0         | 11        | 1     | 0     | 0.09   |                 |
| Total             | 10  | 3             | 3             | 20            | 3           | 1           | 2           | 0       | 0       | 24      | 3         | 2         | 56        | 9     | 6     | 6.22   |                 |
| 1. 2.             |     |               |               |               |             |             |             |         |         |         |           |           |           |       |       |        |                 |

#### Partidos internacionales
| Detalle de partidos internacionales | Detalle de partidos internacionales | Detalle de partidos internacionales                     | Detalle de partidos internacionales | Detalle de partidos internacionales | Detalle de partidos internacionales | Detalle de partidos internacionales | Detalle de partidos internacionales | Detalle de partidos internacionales |
| Gol                                 | Fecha                               | Sede                                                    | Selección                           | Marcador                            | Oponente                            | Goles                               | Competición                         | Sust.                               |
| ----------------------------------- | ----------------------------------- | ------------------------------------------------------- | ----------------------------------- | ----------------------------------- | ----------------------------------- | ----------------------------------- | ----------------------------------- | ----------------------------------- |
| 1.                                  | 12 de noviembre de 2014             | Amsterdam Arena, Países Bajos                           | México                              | 3-2                                 | Países Bajos                        |                                     | Amistoso                            | 61'                                 |
| 2.                                  | 18 de noviembre de 2014             | Borisov Arena, Bielorrusia                              | México                              | 2-3                                 | Bielorrusia                         |                                     | Amistoso                            | 54'                                 |
| 3.                                  | 30 de mayo de 2015                  | Víctor Manuel Reyna, México                             | México                              | 3-0                                 | Guatemala                           | 74'                                 | Amistoso                            | 45'                                 |
| 4.                                  | 3 de junio de 2015                  | Estadio Nacional del Perú, Perú                         | México                              | 1-1                                 | Perú                                |                                     | Amistoso                            | 66'                                 |
| 5.                                  | 7 de junio de 2015                  | Allianz Parque, Brasil                                  | México                              | 0-2                                 | Brasil                              |                                     | Amistoso                            | 76'                                 |
| 6.                                  | 12 de junio de 2015                 | Estadio Sausalito, Chile                                | México                              | 0-0                                 | Bolivia                             |                                     | Copa América 2015                   | 90'                                 |
| 7.                                  | 15 de junio de 2015                 | Estadio Nacional de Chile, Chile                        | México                              | 3-3                                 | Chile                               |                                     | Copa América 2015                   | 75' 77'                             |
| 8.                                  | 19 de junio de 2015                 | Estadio El Teniente, Chile                              | México                              | 1-2                                 | Ecuador                             |                                     | Copa América 2015                   | 62'                                 |
| 9.                                  | 1 de julio de 2015                  | NRG Stadium, Estados Unidos                             | México                              | 0-0                                 | Honduras                            |                                     | Amistoso                            | 41'                                 |
| 10.                                 | 9 de julio de 2015                  | Soldier Field, Estados Unidos                           | México                              | 6-0                                 | Cuba                                |                                     | Copa Oro 2015                       | 71'                                 |
| 11.                                 | 15 de julio de 2015                 | Bank of America Stadium, Estados Unidos                 | México                              | 4-4                                 | Trinidad y Tobago                   |                                     | Copa Oro 2015                       | 66'                                 |
| 12.                                 | 19 de julio de 2015                 | MetLife Stadium, Estados Unidos                         | México                              | 1-0                                 | Costa Rica                          |                                     | Copa Oro 2015                       | 86'                                 |
| 13.                                 | 22 de julio de 2015                 | Georgia Dome, Estados Unidos                            | México                              | 2-1                                 | Panamá                              |                                     | Copa Oro 2015                       | 59'                                 |
| 14.                                 | 26 de julio de 2015                 | Lincoln Financial Field, Estados Unidos                 | México                              | 3-1                                 | Jamaica                             | 47'                                 | Copa Oro 2015                       | 82'                                 |
| 15.                                 | 10 de octubre de 2015               | Rose Bowl, Estados Unidos                               | México                              | 3-2                                 | Estados Unidos                      |                                     | Copa Concacaf 2015                  | 97'                                 |
| 16.                                 | 13 de octubre de 2015               | Estadio Nemesio Díez, México                            | México                              | 1-0                                 | Panamá                              |                                     | Amistoso                            | 61'                                 |
| 17.                                 | 13 de noviembre de 2015             | Estadio Azteca, México                                  | México                              | 3-0                                 | El Salvador                         |                                     | Clasificación Mundial 2018          | 90'                                 |
| 18.                                 | 17 de noviembre de 2015             | Estadio Olímpico Metropolitano, Honduras                | México                              | 2-0                                 | Honduras                            | 66'                                 | Clasificación Mundial 2018          | 60'                                 |
| 19.                                 | 25 de marzo de 2016                 | Estadio BC Place, Canadá                                | México                              | 3-0                                 | Canadá                              | 72'                                 | Clasificación Mundial 2018          | 90'                                 |
| 20.                                 | 29 de marzo de 2016                 | Estadio Azteca, México                                  | México                              | 2-0                                 | Canadá                              | 45'                                 | Clasificación Mundial 2018          | 90'                                 |
| 21.                                 | 1 de junio de 2016                  | Estadio Qualcomm, San Diego, Estados Unidos             | México                              | 1-0                                 | Chile                               |                                     | Amistoso                            | 57'                                 |
| 22.                                 | 5 de junio de 2016                  | Estadio de la Universidad de Phoenix, Glendale, EEUU    | México                              | 3-1                                 | Uruguay                             |                                     | Copa América Centenario             | 60'                                 |
| 23.                                 | 9 de junio de 2016                  | Rose Bowl, Pasadena, Estados Unidos                     | México                              | 2-0                                 | Jamaica                             |                                     | Copa América Centenario             | 63'                                 |
| 24.                                 | 13 de junio de 2016                 | NRG Stadium, Estados Unidos                             | México                              | 1-1                                 | Venezuela                           | 80'                                 | Copa América Centenario             | 18'                                 |
| 25.                                 | 18 de junio de 2016                 | Nissan Stadium, Nashville, Estados Unidos               | México                              | 0-7                                 | Chile                               |                                     | Copa América Centenario             | 60'                                 |
| 26.                                 | 11 de noviembre de 2016             | Mapfre Stadium, Columbus, EEUU                          | México                              | 2-1                                 | Estados Unidos                      |                                     | Clasificación Mundial 2018          | 90'                                 |
| 27.                                 | 1 de junio de 2017                  | MetLife Stadium, East Rutherford, EEUU                  | México                              | 3-1                                 | Irlanda                             | 16'                                 | Amistoso                            | 57'                                 |
| 28.                                 | 8 de junio de 2017                  | Estadio Azteca, México, D.F., México                    | México                              | 3-0                                 | Honduras                            |                                     | Clasificación Mundial 2018          | 69'                                 |
| 29.                                 | 1 de septiembre de 2017             | Estadio Azteca, México, D.F., México                    | México                              | 1-0                                 | Panamá                              |                                     | Clasificación Mundial 2018          | 64'                                 |
| 30.                                 | 5 de septiembre de 2017             | Estadio Nacional, San José, Costa Rica                  | México                              | 1-1                                 | Costa Rica                          |                                     | Clasificación Mundial 2018          | 63'                                 |
| 31.                                 | 6 de octubre de 2017                | Estadio Alfonso Lastras, San Luis Potosí, México        | México                              | 3-1                                 | Trinidad y Tobago                   |                                     | Clasificación Mundial 2018          | 90'                                 |
| 32.                                 | 10 de octubre de 2017               | Olímpico Metropolitano, San Pedro Sula, Honduras        | México                              | 2-3                                 | Honduras                            |                                     | Clasificación Mundial 2018          | 67'                                 |
| 33.                                 | 23 de marzo de 2018                 | Levi's Stadium, Santa Clara, Estados Unidos             | México                              | 3-0                                 | Islandia                            |                                     | Amistoso                            | 46'                                 |
| 34.                                 | 28 de mayo de 2018                  | Rose Bowl, Pasadena, EEUU                               | México                              | 0-0                                 | Gales                               |                                     | Amistoso                            | 69'                                 |
| 35.                                 | 2 de junio de 2018                  | Estadio Azteca, México                                  | México                              | 1-0                                 | Escocia                             |                                     | Amistoso                            | 73'                                 |
| 36.                                 | 9 de junio de 2018                  | Estadio Brøndby, Copenhague, Dinamarca                  | México                              | 0-2                                 | Dinamarca                           |                                     | Amistoso                            | 90'                                 |
| 37.                                 | 23 de junio de 2018                 | Rostov Arena, Rostov, Rusia                             | México                              | 2-1                                 | Corea del Sur                       |                                     | Copa Mundial FIFA 2018              | 71'                                 |
| 38.                                 | 27 de junio de 2018                 | Estadio Central, Ekaterimburgo, Rusia                   | México                              | 0-3                                 | Suecia                              |                                     | Copa Mundial FIFA 2018              | 75'                                 |
| 39.                                 | 11 de octubre de 2018               | Estadio Universitario, San Nicolás de los Garza, México | México                              | 3-2                                 | Costa Rica                          |                                     | Amistoso                            | 61'                                 |
| 40.                                 | 16 de octubre de 2018               | Estadio Corregidora, Querétaro, México                  | México                              | 0-1                                 | Chile                               |                                     | Amistoso                            | 62'                                 |
| 41.                                 | 6 de septiembre de 2019             | MetLife Stadium, East Rutherford, EEUU                  | México                              | 3-0                                 | Estados Unidos                      |                                     | Amistoso                            | 70'                                 |
| 42.                                 | 10 de septiembre de 2019            | Alamodome, San Antonio, Estados Unidos                  | México                              | 0-4                                 | Argentina                           |                                     | Amistoso                            | 63'                                 |
| 43.                                 | 7 de octubre de 2020                | Johan Cruyff ArenA, Ámsterdam, Países Bajos             | México                              | 1-0                                 | Países Bajos                        |                                     | Amistoso                            | 90'                                 |
| 44.                                 | 13 de octubre de 2020               | Cars Jeans Stadion, Den Haag, Países Bajos              | México                              | 2-2                                 | Argelia                             | 45'                                 | Amistoso                            | 90'                                 |
| 45.                                 | 14 de noviembre de 2020             | Wiener Neustadter, Wiener Neustadt, Austria             | México                              | 3-2                                 | Corea del Sur                       |                                     | Amistoso                            | 54'                                 |
| 46.                                 | 27 de marzo de 2021                 | Cardiff City Stadium, Cardiff, Gales                    | México                              | 0-1                                 | Gales                               |                                     | Amistoso                            | 90'                                 |
| 47.                                 | 30 de marzo de 2021                 | Wiener Neustadter, Wiener Neustadt, Austria             | México                              | 1-0                                 | Costa Rica                          |                                     | Amistoso                            | 81'                                 |
| 48.                                 | 6 de junio de 2021                  | Mile High, Denver, Estados Unidos                       | México                              | 2-3                                 | Estados Unidos                      | 1'                                  | Liga de Naciones de 2019-20         | 66'                                 |
| 49.                                 | 12 de junio de 2021                 | Mercedes-Benz, Atlanta, Estados Unidos                  | México                              | 0-0                                 | Honduras                            |                                     | Amistoso                            | 45'                                 |
| 50.                                 | 3 de julio de 2021                  | Memorial Coliseum, California, Estados Unidos           | México                              | 4-0                                 | Nigeria                             |                                     | Amistoso                            | 66'                                 |
| 51.                                 | 10 de julio de 2021                 | AT&T Stadium, Arlington, Estados Unidos                 | México                              | 0:0                                 | Trinidad y Tobago                   |                                     | Copa Oro de 2021                    | 90'                                 |
| 52.                                 | 14 de julio de 2021                 | Cotton Bowl, Dallas, EEUU                               | México                              | 3:0                                 | Guatemala                           |                                     | Copa Oro de 2021                    | 83'                                 |
| 53.                                 | 18 de julio de 2021                 | Cotton Bowl, Dallas, EEUU                               | México                              | 1-0                                 | El Salvador                         |                                     | Copa Oro de 2021                    | 90'                                 |
| 54.                                 | 24 de julio de 2021                 | State Farm, Glendale, Estados Unidos                    | México                              | 3-0                                 | Honduras                            |                                     | Copa Oro de 2021                    | 85'                                 |
| 55.                                 | 29 de julio de 2021                 | NRG, Houston, Estados Unidos                            | México                              | 2-1                                 | Canadá                              |                                     | Copa Oro de 2021                    | 90'                                 |
| 56.                                 | 1 de agosto de 2021                 | Allegiant, Paradise, Estados Unidos                     | México                              | 0-1                                 | Estados Unidos                      |                                     | Copa Oro de 2021                    | 90'                                 |

### Resumen estadístico
|                       | Partidos | Goles | Promedio |
| --------------------- | -------- | ----- | -------- |
| Liga                  | 264      | 36    | 0.14     |
| Copas nacionales      | 45       | 5     | 0.11     |
| Copas internacionales | 65       | 10    | 0.15     |
| Selección de México   | 56       | 9     | 0.16     |
| Total                 | 430      | 60    | 0.14     |

## Palmarés

### Campeonatos nacionales
| Título                | Club            | País     | Año  |
| --------------------- | --------------- | -------- | ---- |
| Primera División      | C. F. Monterrey | México   | 2010 |
| Primeira Liga         | F. C. Oporto    | Portugal | 2018 |
| Supercopa de Portugal | F. C. Oporto    | Portugal | 2018 |
| Primeira Liga         | F. C. Oporto    | Portugal | 2020 |
| Copa de Portugal      | F. C. Oporto    | Portugal | 2020 |
| Supercopa de Portugal | F. C. Oporto    | Portugal | 2020 |
| Primeira Liga         | F. C. Oporto    | Portugal | 2022 |

### Campeonatos internacionales
| Título            | Club (*)            | País           | Año  |
| ----------------- | ------------------- | -------------- | ---- |
| Liga de Campeones | C. F. Monterrey     | Estados Unidos | 2011 |
| Liga de Campeones | C. F. Monterrey     | México         | 2012 |
| Liga de Campeones | C. F. Monterrey     | México         | 2013 |
| Copa de Oro       | Selección de México | Estados Unidos | 2015 |
| Copa Concacaf     | Selección de México | Estados Unidos | 2015 |

(*) Incluyendo la selección.

### Distinciones individuales
| Distinción                                                                                   | Año  |
| -------------------------------------------------------------------------------------------- | ---- |
| Incluido en el Once Ideal de la Eredivisie                                                   | 2015 |
| Mejor jugador del partido México vs Bolivia en la Copa América                               | 2015 |
| Jugador joven más valioso de la Copa Oro                                                     | 2015 |
| Jugador más valioso del partido Porto vs Paços de Ferreira de la Primeira Liga               | 2015 |
| Incluido en el Once Ideal de los futbolistas americanos en Europa                            | 2015 |
| Incluido en el Once Ideal de la fase de grupos de la Copa América                            | 2016 |
| Mejor jugador de la Primeira Liga                                                            | 2020 |
| Mejor jugador del partido Monterrey vs Comunicaciones en la Copa de Campeones de la Concacaf | 2024 |